# Lacus Mortis
El Lacus Mortis (Lago de la Muerte) es una llanura de lava basáltica situada en la parte noreste de la cara visible de la Luna. Se encuentra justo al sur del Mare Frigoris, estando separados por una estrecha franja de terreno. Al sur se encuentra el Lacus Somniorum, separado del Lacus Mortis por los cráteres unidos de Plana y Mason, y una franja de terreno irregular.
El nombre del lago fue puesto por el astrónomo jesuita italiano Giovanni Riccioli (1598-1671), siendo aprobado oficialmente por la Unión Astronómica Internacional en 1935.
El Lacus Mortis parece ser un antiguo cráter inundado de lava, tiene forma poligonal, con un diámetro de 158.78 km y una extensión de 21000 km². Al este de su punto central se encuentra el cráter Bürg de 41 km de diámetro y una profundidad de 1800 m. La parte occidental del Lacus Mortis contiene un amplio sistema de grietas entrecruzadas denominadas colectivamente Rimae Bürg. Estas grietas tienen una anchura media de 2 km y se extienden a lo largo de casi 100 km.
La Lunar Reconnaissance Orbiter Camera (LROC) localizó en la parte oeste del lago, dos pequeños domos de posible origen volcánico. Estos domos están situados uno al lado del otro, tienen una base de 1.5 km y poseen sendos orificios en sus cumbres. Sus coordenadas selenográficas son 43°44′N 23°55′E / 43.74, 23.91.
En marzo de 2014 Astrobotic Technology anunció que el Lacus Mortis será el destino elegido para su primera misión a la Luna, prevista para el segundo semestre de 2016, como parte de la competición Google Lunar X Prize. Su intención es alunizar cerca del borde de un pozo localizado en el lago y que podría ser una entrada a una cueva lunar. Estas cuevas se cree que son tubos de lava y podrían demostrar ser importantes para explicar el pasado volcánico de la Luna. También podrían utilizarse en un futuro para albergar hábitats que protegerían a los humanos del ambiente lunar hostil.
El pozo del Lacus Mortis fue identificado en abril de 2012 por Robert Wagner, uno de los investigadores del proyecto de la NASA Lunar Reconnaissance Orbiter Camera (LROC). Sus coordenadas son 44°58′N 25°37′E / 44.96, 25.61.

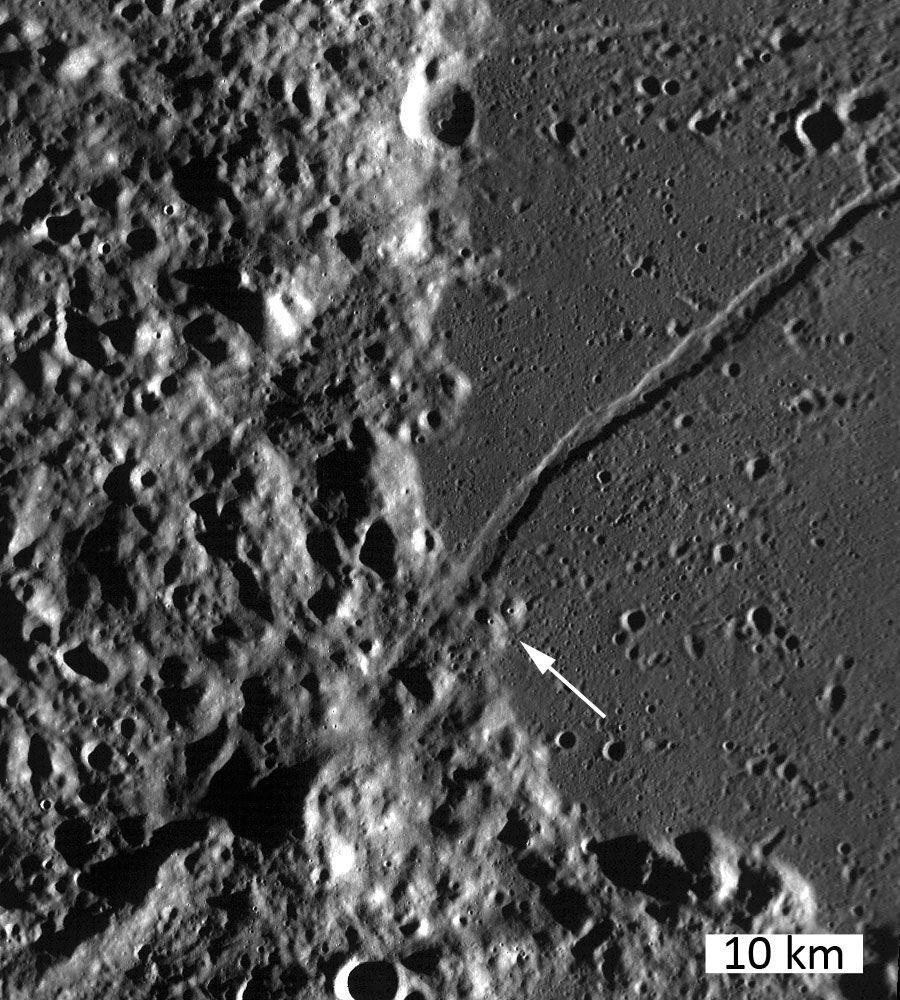
La línea oblicua de la derecha es Rimae Bürg, la flecha indica la localización de los dos domos.
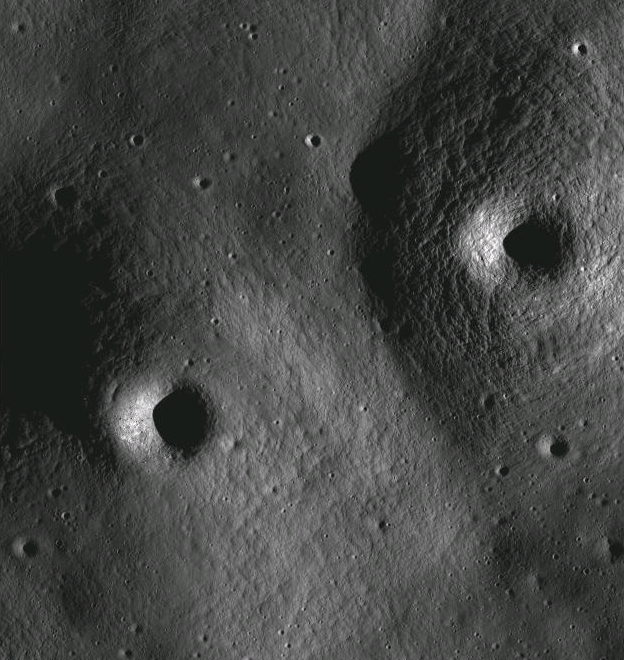
Domos del Lacus Mortis.
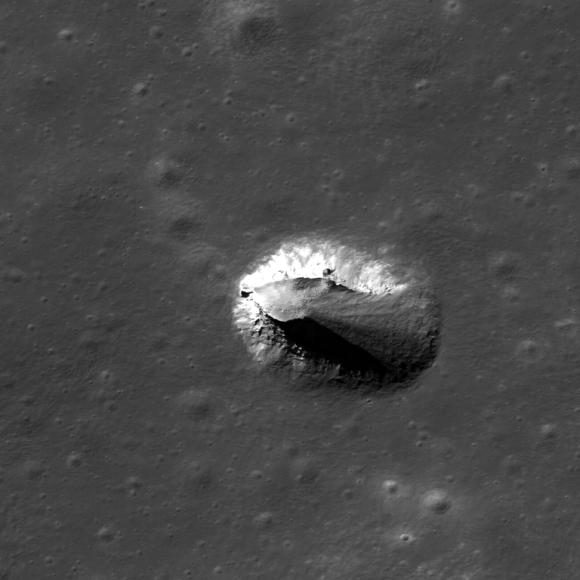
Pozo localizado en el Lacus Mortis.